# Max Walker de Laubenfels
Aquest autor és citat en taxonomia animal amb el nom «Laubenfels».
Max Walker de Laubenfels (EUA, 1894 – 1960) va ser un zoòleg i espongiòleg estatunidenc. Va ser professor de zoologia a l'Oregon State College (més tard Oregon State University). De Laubenfels va descriure i nomenar 92 taxons, com ara, Leuconia usa (Laubenfels, 1953) o Leuconia alaskensis (Laubenfels, 1953) i va publicar diversos texts, científics i de divulgació.